# دیو شارمن
دیو شارمن (انگلیسی: Dave Sharman) موسیقی‌دان، خواننده-ترانه‌پرداز و تهیه‌کننده موسیقی اهل بریتانیا است.